# Miss Brasil CNB 2018
Miss Brasil CNB 2018 foi a 4ª edição de um concurso de beleza feminino sob a gestão da CNB - Concurso Nacional de Beleza (representada pelos empresários Henrique & Marina Fontes), a 29ª edição de realização de uma disputa específica para a eleição da brasileira ao concurso de Miss Mundo e o 59º ano de participação do Brasil na disputa internacional. Esta edição ocorreu pela quinta vez na cidade de Angra dos Reis, tendo sua final realizada no "Hotel do Bosque", com transmissão da Rede Brasil e da Master TV. Disputaram o título quarenta e oito (48) candidatas, sagrando-se vencedora a representante do Piauí, Jéssica Carvalho.

## Resultados

### Colocações
| Colocação                                               | Representação & Candidata |
| ------------------------------------------------------- | --- |
| 1ª Colocada                                             | Piauí - Jéssica Carvalho |
| 2ª Colocada                                             | Amazonas - Jainy Lemos |
| 3ª Colocada                                             | Espírito Santo - Marina Ramada |
| Finalistas (Em ordem final de classificação)            | Ceará - Inessa Pontes São Paulo - Sthefany Schunck Rio Grande do Sul - Joanna Camargo Rio Grande do Norte - Sarah Torres Pará - Isabella Garcia |
| Top 21 Semifinalistas (Em ordem final de classificação) | Pernambuco - Tallita Martins Amapá - Sheyzi Brazão Costa Verde & Mar - Gabrielli Frozza Minas Gerais - Duda Magalhães Costa do Sol - Gleycy Correia Paraíba - Ariádine Maroja Ilha Grande - Greice Fontes Ilha da Pintada - Tainá Laydner Alagoas - Ruth Raphaella Grande Florianópolis - Helena Maier Ilha dos Lobos - Karine Martovicz Planalto Central - Karen Oncken Vale do Rio Grande - Cristielli Camargo |

### Premiações Especiais
O concurso distribuiu os seguintes prêmios este ano: 
| Colocação                   | Representação & Candidata             |
| --------------------------- | ------------------------------------- |
| Miss Simpatia               | Alagoas - Ruth Raphaella              |
| Miss Personalidade (Empate) | Ilha dos Marinheiros - Gabriella Freo |
| Miss Personalidade (Empate) | Santa Catarina - Thylara Brenner      |
| Miss Cordialidade           | Maranhão - Karen Farias               |
| Miss Fotogenia              | Alagoas - Ruth Raphaella              |

### Ordem dos Anúncios
| 1. Costa do Sol 2. Grande Florianópolis 3. Espírito Santo 4. Amapá 5. Planalto Central 6. São Paulo 7. Ilha dos Lobos 8. Piauí 9. Alagoas 10. Pernambuco 11. Amazonas 12. Paraíba 13. Costa Verde & Mar 14. Ilha Grande 15. Ilha da Pintada 16. Vale do Rio Grande 17. Rio Grande do Sul 18. Pará 19. Ceará 20. Minas Gerais 21. Rio Grande do Norte | 1. Rio Grande do Sul 2. Pará 3. Ceará 4. Rio Grande do Norte 5. Piauí 6. Espírito Santo 7. Amazonas 8. São Paulo |  |  |

## Corpo de Jurados

### Final
Ajudaram a eleger a vencedora:
1. Lúcia Petterle, médica e Miss Mundo 1971;
2. Luciano Abílio, empresário, terapeuta e coach;
3. Alberto Dubal, correspondente do site Global Beauties;
4. Fernanda Moreira, relações públicas do "Hotel do Bosque";
5. João Ricardo Dias, administrador do fórum online Miss Brazil on Board;
6. Alexander González, integrante da direção do Miss Venezuela;
7. Revolino Garibian, integrante da direção do Miss Venezuela;
8. António Salazar, integrante da direção do Miss Venezuela;
9. Jéssica Mueller, participante do Big Brother Brasil 18;
10. Alexandre Falcão, jornalista e consultor de imagem;
11. Marina Fontes, chef de cozinha e diretora do CNB;
12. Arthur Custódio, diretor do M.O.R.H.A.N.;

## Rainhas Regionais
As candidatas mais bem classificadas por região do País:
| Prêmio                  | Representação & Candidata            |
| ----------------------- | ------------------------------------ |
| Miss Mundo Centro-Oeste | - Planalto Central - Karen Oncken    |
| Miss Mundo Nordeste     | - Ceará - Inessa Pontes              |
| Miss Mundo Norte        | - Amazonas - Jainy Lemos             |
| Miss Mundo Sudeste      | - Espírito Santo - Marina Ramada     |
| Miss Mundo Sul          | - Rio Grande do Sul - Joanna Camargo |

## Funcionamento

### Etapas Preliminares
Durante a realização das três principais provas: Entrevista, Moda Noite e a Moda Praia, cada uma das concorrentes recebeu uma nota que variava de 0 a 100 pontos, sendo que a menor nota era descartada. Ao final da realização de cada prova, era feita uma média global da avaliação de cada candidata (sendo que a pontuação máxima era de 300 pontos). As 16 que conseguissem as maiores pontuações estavam automaticamente classificadas para a semifinal.
| P  | Representação           | MP   | EN   | MN   | DE   | T     |
| -- | ----------------------- | ---- | ---- | ---- | ---- | ----- |
| 1  | Amazonas                | 96.6 | 93.9 | 95.6 | 93.9 | 192.2 |
| 2  | Espírito Santo          | 95.8 | 95.7 | 93.5 | 93.5 | 191.5 |
| 3  | Ceará                   | 94.9 | 92.3 | 95.3 | 92.3 | 190.2 |
| 4  | Costa do Sol            | 94.8 | 94.7 | 90.3 | 90.3 | 189.5 |
| 5  | Minas Gerais            | 94.6 | 92.4 | 94.4 | 92.4 | 189.0 |
| 6  | Piauí                   | 92.6 | 95.3 | 92.5 | 92.5 | 187.9 |
| 6  | São Paulo               | 94.9 | 93.0 | 92.4 | 92.4 | 187.9 |
| 8  | Pernambuco              | 94.6 | 91.6 | 93.1 | 91.6 | 187.7 |
| 9  | Amapá                   | 92.3 | 95.3 | 91.4 | 91.4 | 187.6 |
| 10 | Ilha Grande             | 94.6 | 92.7 | 90.8 | 90.8 | 187.3 |
| 11 | Paraíba                 | 93.9 | 89.4 | 93.3 | 89.4 | 187.2 |
| 12 | Grande Florianópolis    | 92.1 | 94.7 | 90.5 | 90.5 | 186.8 |
| 13 | Rio Grande do Sul       | 93.1 | 93.6 | 92.8 | 92.8 | 186.7 |
| 14 | Ilha da Pintada         | 93.5 | 93.0 | 91.3 | 91.3 | 186.5 |
| 15 | Costa Verde & Mar       | 92.3 | 94.1 | 91.4 | 91.4 | 186.4 |
| 16 | Rio Grande do Norte     | 92.3 | 90.1 | 92.9 | 90.1 | 185.2 |
| 17 | Alagoas                 | 93.3 | 91.6 | 90.5 | 90.5 | 184.9 |
| 18 | Ilha de Marajó          | 90.5 | 93.9 | 88.8 | 88.8 | 184.4 |
| 19 | Tocantins               | 92.3 | 87.9 | 92.1 | 87.9 | 184.4 |
| 20 | Ilha dos Lobos          | 91.9 | 92.1 | 91.5 | 91.5 | 184.0 |
| 20 | Ilhas do Delta do Jacuí | 91.0 | 93.0 | 90.1 | 90.1 | 184.0 |
| 20 | Rondônia                | 91.6 | 86.0 | 92.4 | 86.0 | 184.0 |
| 23 | Bahia                   | 92.1 | 91.6 | 89.9 | 89.9 | 183.7 |
| 24 | Mato Grosso do Sul      | 89.0 | 93.7 | 89.9 | 89.0 | 183.6 |
| 24 | Região Centro Paulista  | 91.9 | 91.7 | 88.4 | 88.4 | 183.6 |
| 24 | Santa Catarina          | 91.5 | 92.1 | 90.4 | 90.4 | 183.6 |
| 27 | Ilha dos Marinheiros    | 90.6 | 92.9 | 90.0 | 90.0 | 183.5 |
| 28 | Ilhas do Araguaia       | 92.3 | 89.0 | 91.1 | 89.0 | 183.4 |
| 29 | Planalto Central        | 91.0 | 89.0 | 92.0 | 89.0 | 183.0 |
| 30 | Vale do Paraíba         | 90.8 | 90.7 | 92.0 | 90.7 | 182.8 |
| 31 | Pará                    | 91.8 | 90.7 | 89.4 | 89.4 | 182.5 |
| 32 | Brasília                | 92.1 | 90.3 | 88.6 | 88.6 | 182.4 |
| 32 | Goiás                   | 90.1 | 92.3 | 89.5 | 89.5 | 182.4 |
| 34 | Maranhão                | 88.3 | 91.9 | 90.0 | 88.3 | 181.9 |
| 35 | Mato Grosso             | 90.5 | 89.0 | 91.1 | 89.0 | 181.6 |
| 36 | Grande São Paulo        | 90.6 | 90.9 | 90.5 | 90.5 | 181.5 |
| 36 | Paraná                  | 90.9 | 90.6 | 90.3 | 90.3 | 181.5 |
| 38 | Plano Piloto            | 90.8 | 90.6 | 90.5 | 90.5 | 181.4 |
| 39 | Acre                    | 91.4 | 89.9 | 86.5 | 86.5 | 181.3 |
| 40 | Rio de Janeiro          | 90.9 | 90.3 | 89.9 | 89.9 | 181.2 |
| 41 | Vale do Rio Grande      | 90.9 | 90.1 | 90.1 | 90.1 | 181.0 |
| 42 | Ilhas de Ipanema        | 90.3 | 88.6 | 88.1 | 88.1 | 178.9 |
| 43 | Ilhas de Búzios         | 90.0 | 88.0 | 88.3 | 88.0 | 178.3 |
| 44 | Sergipe                 | 88.8 | 86.7 | 89.1 | 86.7 | 177.9 |
| 45 | Agulhas Negras          | 90.9 | 86.9 | 86.0 | 86.0 | 177.8 |
| 46 | Serra da Mantiqueira    | 89.1 | 88.1 | 88.6 | 88.1 | 177.7 |
| 47 | Sertão Sergipano        | 86.3 | 89.3 | 86.1 | 86.1 | 175.6 |
| 48 | Grande Curitiba         | 86.6 | 88.1 | 86.5 | 86.5 | 174.7 |

### Classificação Direta
Além das dez (10) vagas já reservadas para as candidatas que se posicionaram com as maiores médias nas provas preliminares, as seis vagas restantes foram distribuídas da seguinte forma: Beleza Pelo Bem (3 primeiras colocadas), Miss Popularidade CNB (ganhadora), Miss Talento CNB (ganhadora) e Top Model CNB (ganhadora). As semifinalistas, foram anunciadas de forma aleatória durante a primeira parte da final televisionada.

#### Miss Beleza Pelo Bem CNB
| Colocação  | Representação & Candidata |
| ---------- | --- |
| 1          | - Rio Grande do Sul - Joanna Camargo - Pará - Isabella Garcia |
| Finalistas | - Bahia - Marcela Moura - Costa do Sol - Gleicy Correia - Costa Verde & Mar - Gabrielli Frozza - Grande Curitiba - Endgel Cruz - Ilha dos Marinheiros - Gabriela Freo - Piauí - Jéssica Carvalho - Santa Catarina - Thylara Brenner - São Paulo - Sthefany Schunk |

#### Miss Popularidade CNB
| Colocação | Representação & Candidata         |
| --------- | --------------------------------- |
| 1         | - Planalto Central - Karen Oncken |

#### Miss Talento CNB
| Colocação | Representação & Candidata                 |
| --------- | ----------------------------------------- |
| 1         | - Vale do Rio Grande - Cristielli Camargo |

#### Miss Top Model CNB
| Colocação | Representação & Candidata      |
| --------- | ------------------------------ |
| 1         | - Pernambuco - Tallita Martins |

## Candidatas
Abaixo encontra-se a lista completa de candidatas deste ano:

### Estaduais
| - Acre - Hyalina Lins - Alagoas - Ruth Raphaela - Amapá - Sheyzi Brazão - Amazonas - Jainy Lemos - Bahia - Marcela Moura - Ceará - Innessa Pontes - Espírito Santo - Marina Ramada - Goiás - Camilla Syal - Maranhão - Kéren Farias | - Mato Grosso - Izabela de Deus - Mato Grosso do Sul - Ingrid Matzembacher - Minas Gerais - Duda Magalhães - Pará - Isabella Garcia - Paraíba - Ariádine Maroja - Paraná - Maisa Sanvi - Pernambuco - Tallita Martins - Piauí - Jéssica Carvalho | - Rio de Janeiro - Mayara Costa - Rio Grande do Norte - Sarah Torres - Rio Grande do Sul - Joanna Camargo - Rondônia - Caroline Ferreira - Santa Catarina - Thylara Brenner - São Paulo - Sthefany Schunck - Sergipe - Franciele Alves - Tocantins - Marina Cerqueira |

### Insulares & Regiões Geográficas

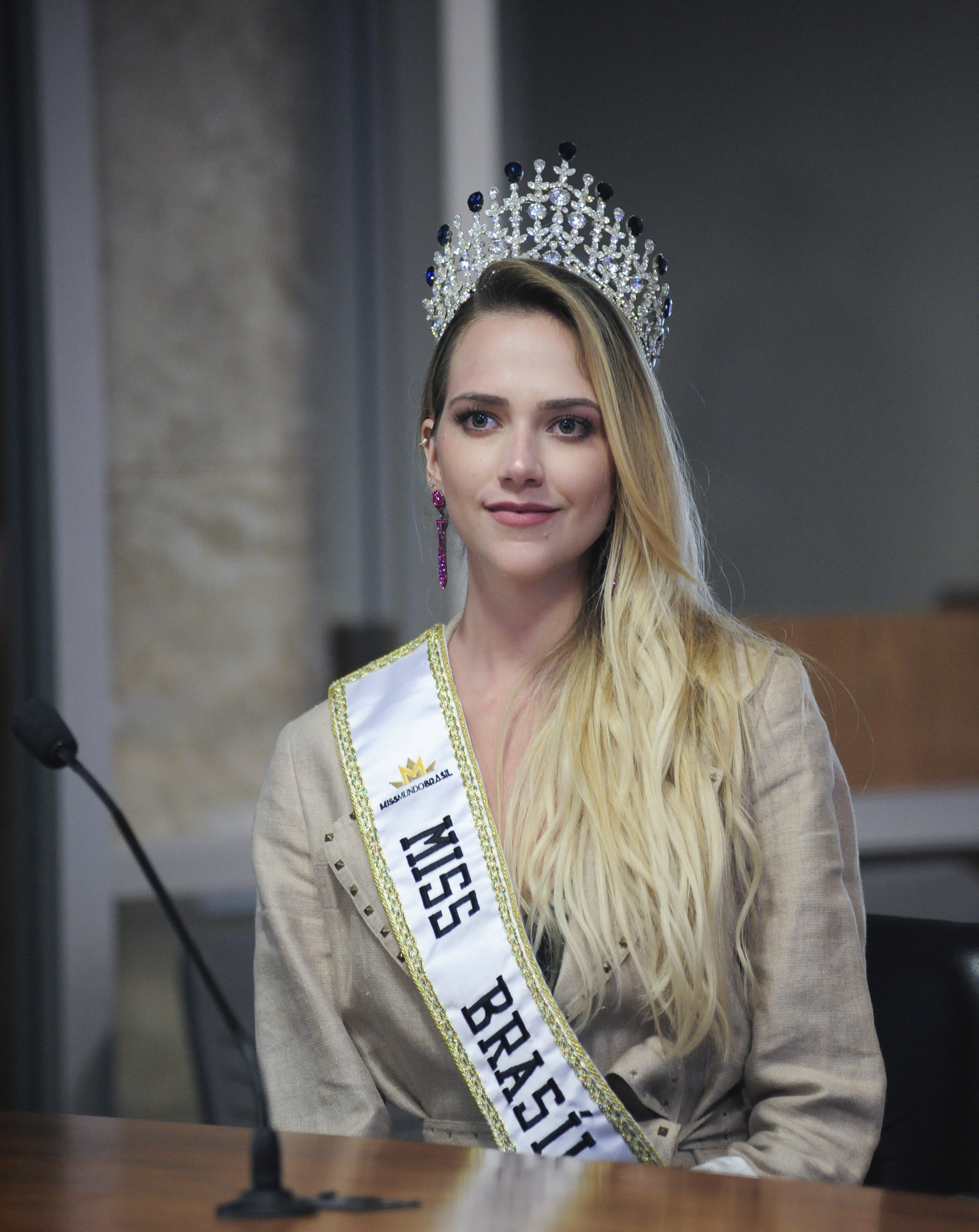
Isabela Schott, Miss Brasília CNB 2018.

| - Agulhas Negras - Lara Gonçalves - Brasília - Isabela Schott - Costa do Sol - Gleycy Correia - Costa Verde & Mar - Gabrielli Frozza - Grande Curitiba - Endgel Cruz - Grande Florianópolis - Helena Maier - Grande São Paulo - Natália Negrão - Ilha da Pintada - Tainá Laydner - Ilha dos Lobos - Karine Martovicz - Ilha dos Marinheiros - Gabriela Freo - Ilha Grande - Greice Fontes - Ilhas de Búzios - Stéphanie Paula - Ilhas de Ipanema - Andressa Scherer - Ilhas do Araguaia - Adila Silva - Ilhas do Delta do Jacuí - Vanessa Salva - Marajó - Thays Sintra - Planalto Central - Karen Oncken - Plano Piloto - Duda Estrela - Região Centro Paulista - Rafaela Martins - Serra da Mantiqueira - Marcela Ribeiro - Sertão Sergipano - Agda Costa - Vale do Paraíba - Jéssica Costa - Vale do Rio Grande - Cristielli Camargo |

## Designações
Candidatas designadas para representar o Brasil em concursos internacionais à convite da organização:
Legenda
      A representante do Brasil venceu a disputa.
      A representante do Brasil parou na 2ª colocação.
      A representante do Brasil parou na 3ª colocação.
| Candidata & Posição no nacional        | Concurso internacional & local da final                                | Posição na disputa internacional             |
| -------------------------------------- | ---------------------------------------------------------------------- | -------------------------------------------- |
| Jéssica Carvalho (1ª colocada)         | Miss World 2018 (Final: Sanya, China)                                  |                                              |
| Gabrielle Vilela (1ª colocada em 2017) | Miss Grand International 2018 (Final: Rangum, Mianmar)                 | Top 20                                       |
| Ana De Backer (Renunciou em 2015)      | Mrs. Tourism Queen International 2018 (Final: Kuala Lumpur, Malásia)   | Vencedora · Miss Fitness                     |
| Bárbara Reis (2ª colocada em 2017)     | Miss Supranational 2018 (Final: Krynica-Zdrój, Polônia)                | Top 10 · Miss Top Model · Supra Americas     |
| Anna Lyssa Valim (6ª colocada em 2017) | Reinado Internacional del Café 2018 (Final: Manizales, Colômbia)       | Melhor Rosto                                 |
| Isabele Pandini (6ª colocada em 2016)  | Reina Hispanoamericana 2018 (Final: Santa Cruz de la Sierra, Bolívia)  | 2ª Colocada · Miss Esportes · Chica Amazonas |
| Amanda Brenner (9ª colocada em 2017)   | Reinado Internacional de la Ganadería 2018 (Final: Montería, Colômbia) | 2ª Colocada · Rainha da Polícia              |
| Hanna Weiser (9ª colocada em 2014)     | Supermodel International 2018 (Final: Bancoque, Tailândia)             | Top 15                                       |
| Gabrielli Frozza (11ª colocada)        | Miss Tourism International 2018 (Final: Kuala Lumpur, Malásia)         |                                              |
| Gleicy Correia (13ª colocada)          | Miss Continentes Unidos 2018 (Final: Guaiaquil, Equador)               | Miss Comecsa                                 |
| Camilla Reis (37ª colocada em 2009)    | Miss Tourism Queen International 2018 (Final: Bancoque, Tailândia)     | Vencedora                                    |